# Referendum costituzionale in Brasile del 1993
Il referendum costituzionale in Brasile del 1993, anche noto come plebiscito costituzionale (plebiscito constitucional), si tenne il 21 aprile 1993 ed ebbe come oggetto alcuni quesiti sul futuro politico-istituzionale del paese in seguito alla caduta dell'ultima dittatura militare e alla stesura della Costituzione brasiliana del 1988. Al referendum consultivo i cittadini brasiliani furono chiamati per la prima volta a scegliere se mantenere la forma repubblicana dello Stato o restaurare la monarchia, oltre a scegliere se mantenere il sistema presidenziale o optare per uno parlamentare. 
Il referendum si concluse con la vittoria plebiscitaria della Repubblica e del presidenzialismo, che ottennero rispettivamente l'86,6% e il 69% dei voti.

## Il referendum

### Antefatti
Il Brasile è stato una monarchia per quasi tutto l'Ottocento. Dopo l'indipendenza ottenuta dal Portogallo in seguito alle guerre napoleoniche, venne retto da un ramo della famiglia reale portoghese dei Braganza, trasferitosi proprio nell'ex colonia sudamericana, dove aveva instaurato una dinastia collaterale a quella europea con gli imperatori Pietro I (1822-1831) e Pietro II (1831-1889). Il regime imperiale venne abolito il 15 novembre 1889, in seguito a un pronunciamento militare dell'esercito guidato dal generale Manuel Deodoro da Fonseca, a Rio de Janeiro, mentre Pietro II si trovava in visita in Europa. La sollevazione anti-monarchica era stata appoggiata dalla classe dirigente conservatrice, delusa per l'abolizione della schiavitù avvenuta l'anno precedente e non sentendosi più tutelata né rappresentata da una monarchia liberale. La famiglia imperiale era stata quindi esiliata. Pietro II morì in esilio due anni dopo a Parigi in ristrettezze economiche (mentre la consorte Teresa Cristina delle Due Sicilie era morta a Porto pochi giorni dopo l'esilio). La coppia non aveva avuto figli e il legittimo pretendete brasiliano, il principe Pietro d'Orléans-Braganza, nipote dell'ultimo imperatore, rinunciò ai diritti sul trono il 30 ottobre 1908.  
Nel Brasile repubblicano dei primi anni, le nostalgie filo-monarchiche vennero represse nel sangue. Si succedettero poi molteplici regimi repubblicani nel XX secolo, sia democratici che dittatoriali, sempre presidenziali, a parte due brevi esperienze parlamentari nel 1961 e nel 1963: la Prima Repubblica (1889-1930); la Seconda Repubblica (1930-1937); il regime dell'Estado Novo (1937-1946); la Quarta Repubblica (1946-1964); la dittatura militare brasiliana, dal 1964 al 1985, e la Nova República (o Sesta Repubblica) dal 1985 a oggi. 

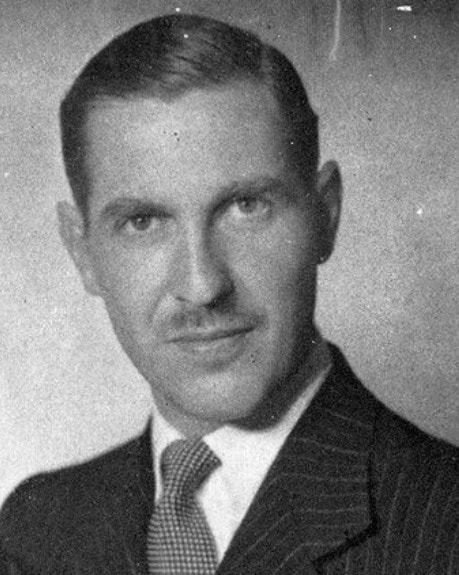
Pedro Gastão di Orléans-Braganza in una foto d'epoca

### La proposta di restaurazione
Dopo oltre un secolo, la questione monarchica venne posta, per la prima volta, ai brasiliani all'inizio degli anni novanta su interlocuzione del deputato conservatore e monarchico Antônio Henrique Bittencourt Cunha Bueno (1949-2024), di San Paolo, figlio di uno dei fondatori del Partito della Social Democrazia Brasiliana. Bueno propose al Congresso di Brasilia la formale restaurazione della monarchia sostenendo che la deposizione dei Braganza non era avvenuta con metodi democratici ma con un colpo di Stato e che durante l'Impero il paese aveva conosciuto un periodo di grande stabilità, a differenza delle croniche instabilità dei suoi governi repubblicani, dittatoriali e militari nel Novecento. Il deputato, insieme a Pedro Gastão di Orléans-Braganza (1913-2007), allora uno dei pretendenti al trono brasiliano insieme a Luiz d'Orléans-Braganza (1938-2022), aveva fondato nel maggio 1992 il Movimento Monarchico Parlamentare, con l'obiettivo di fare campagna a favore dell'istituzione monarchica e che aveva raccolto un milione di firme per sostenere la causa. I monarchici fecero una propaganda intensa durante la campagna referendaria per riportare sul trono i Braganza in Brasile. Il 4 febbraio 1993, l'allora presidente del Brasile Itamar Augusto Cautiero Franco firmò la legge n. 8624 di indizione del referendum costituzionale, inizialmente previsto per il 7 settembre e poi anticipato al 21 aprile. 

### Monarchici e repubblicani
L'argomentazione principale a sostegno della tesi monarchica (il cui motto era Vota no rei!, "Vota per il re!") era che un monarca poteva essere un capo di Stato senza essere soggetto agli interessi dei partiti politici a differenza di un presidente, essendo una figura super partes, così come sostenevano che cento anni di Repubblica non avessero funzionato a causa delle molteplici dittature, dei golpe e delle altre perenni situazioni conflittuali nella politica interna brasiliana. Per la Repubblica si schierarono tutti i partiti dell'arco costituzionale: il Partito dei Lavoratori, il Partito del Fronte Liberale, il Partito Laburista Brasiliano, il Movimento Democratico Brasiliano e lo stesso Partito della Social Democrazia, mentre sul sistema di governo quasi tutti si unirono nel "Fronte Presidenziale", a parte il PSDB che sostenne la forma parlamentare.

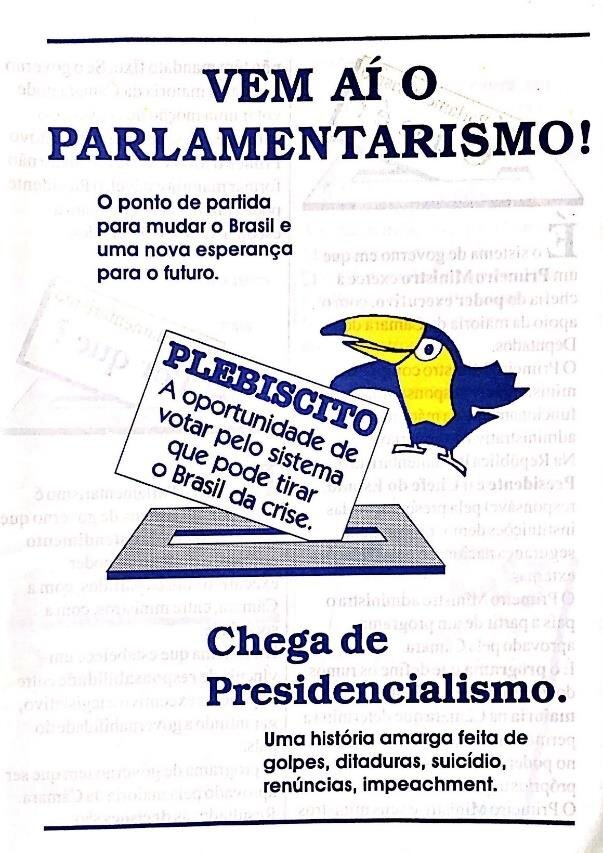
Un manifesto a sostegno del parlamentarismo

### I risultati
Nonostante l'agguerrita campagna elettorale monarchica, i brasiliani (circa il 73% degli aventi diritto, cioè 90.256.552 elettori) votarono in maggioranza schiacciante per la Repubblica con l'86,6% dei voti (43.881.747) rispetto ad un solo 13,4% che votò a favore della monarchia (6.790.751). La scelta presidenziale ottenne poi il 69% dei voti (36.685.630) rispetto al 30,9% (16.415.585) che scelse il sistema parlamentare.